# Pantalla negra de la muerte
Black Screen of Death, BlSoD o La Pantalla Negra de la Muerte es una expresión coloquial utilizada para la pantalla negra de error manifestada por sistemas operativos después de encontrar un error crítico en el sistema, haciendo que automáticamente se congele para evitar daños.
Los ejemplos incluyen:
- La pantalla de "error" en Microsoft Windows 3.x
- La pantalla mostrada por el OS/2 en el caso de que sea un error del sistema del que no puede recuperarse (una pantalla TRAP) o un "complicado" error en un programa que se ejecuta en "modo de pantalla" (o un grave error en una aplicación como exe.).
- Kernel panic en Linux.
- La antigua pantalla de la muerte de Windows 11.

## La pantalla negra de la muerte de Windows

### Windows 3.x
En Microsoft Windows 3.x la pantalla negra de la muerte de este producto 1.3 es causada cuando una aplicación basada en DOS no se pudo ejecutar correctamente. A menudo se sabe que se producen en relación con el intento de determinadas operaciones, mientras que los controladores de la red eran residentes en la memoria. Comúnmente, pero no exclusivamente, fue visto mientras se carga el cliente de Novell NetWare para DOS,NEXT  ... 
En este estado, el sistema cambia un modo de texto, sin mostrar nada, dejando al usuario buscar en una pantalla totalmente negra con un cursor parpadeando en la esquina superior izquierda. En este punto, el usuario no podía hacer nada, sino realizar un reinicio para que el sistema funcione con normalidad nuevamente.
A pesar de ser indocumentados, Windows 1.0 y 2.0 también utiliza una pantalla negra de la muerte por las mismas razones que se explicaron anteriormente.

### Últimas versiones de Windows

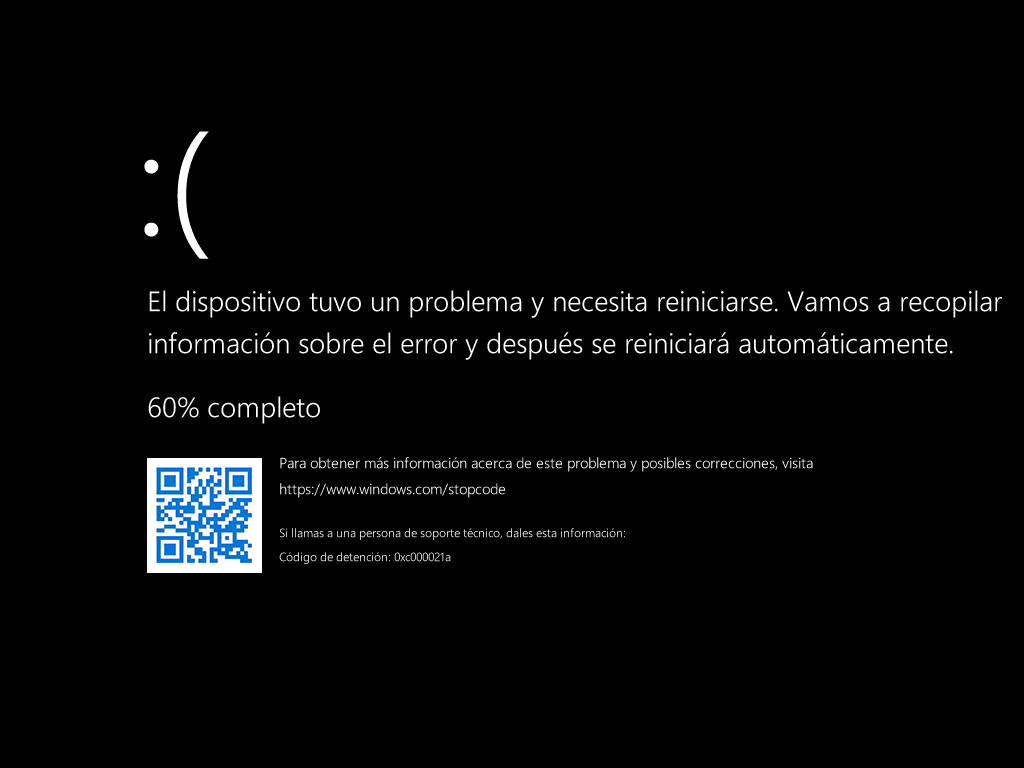
La pantalla negra de la muerte en Windows 11.

Las versiones de Windows desde Windows 95 hasta Windows 7, también muestran una pantalla negra de la muerte cuando el sistema operativo no puede arrancar. Esto se debe generalmente a un archivo que falta, pudiendo ser archivos dll. faltantes en la carpeta system o system32. Esto también ocurre cuando el usuario habilita la compresión de archivos en todos los directorios y las del sistema operativo. A menudo, el usuario debe reinstalar Windows. Si el archivo que falta es fundamental para el proceso de arranque, sin embargo, más de las veces la pantalla de arranque le informará al usuario del archivo que falta. Si se comprime el sistema operativo, no será capaz de arrancar, incluso en modo seguro. El sistema se reinicia indefinidamente con la mayoría de estos errores. Además, en la versión de lanzamiento de Windows 11 y las compilaciones de Insider Preview, Microsoft ha cambiado el color de pantalla azul de la muerte a negro.

### Causas concretas en Windows
(Nota:  Los códigos de error, a diferencia de las BSoD, son usados para diferentes tipos de errores, por tanto, son sólo referenciales)
- ERROR LOADING OPERATING SYSTEM: Error en los archivos del MBR.
- NTLDR/BOOTMGR IS MISSING/COMPRESSED. Press a key /CTRL+ALT+DEL to restart.: Administrador de arranque comprimido o borrado. Suele ser un error común en usuarios inexpertos.
- INVALID PARTITION TABLE: Particiones dañadas marcadas erróneamente. Ocurre generalmente al fallar la conversión de MBR a GPT.
- 0xC000000F: BCD ilegible o proceso de I/O incorrecto. Apareció históricamente por primera vez en Windows Longhorn, con un color rojo en vez de negro.
- 0xC0000001: Error de hardware (teclado) al iniciar el sistema.
- 0xC0000225: Errores en el archivo Winload.exe y sus variantes (Winload.efi y otros)
- 0xC0000411 o 0xC000009A: Error fatal del archivo hiberfil.sys, hibernación defectuosa o modificación en la secuencia de arranque luego de hibernar, lo cual produce una ineludible pérdida de datos. Único error que se produce al reanudar y no al iniciar Windows.
- NO BOOTABLE DEVICE: Disco duro o unidad de arranque no detectado. Este error también se puede producir por cambios en la BIOS o en la UEFI.
- GRUB RESCUE:  Este error se produce por un MBR dañado, o un BCD dañado.
- A disk read error occurred. Press CTRL+ALT+DEL to restart. : Disco duro defectuoso, RAM defectuosa.
- Pantalla negra con guion (-) parpadeando : Drivers incompatibles, archivos del sistema dañados, hardware defectuoso.
- An operating system not found. Press Ctrl+Alt+Supr to restart.: Al igual que Operating System not found/Missing Operating System, se debe a que la BIOS detecta un hardware sin sistema operativo. Se puede producir por un disco duro dañado, o porque el MBR está dañado.
- 0xC00000098 : Archivos del sistema dañados o borrados, hardware defectuoso.

## Pantalla negra de la muerte en OS/2
En OS/2, una pantalla en negro de la muerte es cualquiera "pantalla de trampa" (TRAP screen) o "error complicado a pantalla completa de VIO-pop-up" (full-screen hard-error VIO pop-up). Se cambia el adaptador de pantalla a modo de texto. La pantalla es de 80 columnas por 25 filas, con letras blancas sobre un fondo negro y un borde negro, y utiliza la fuente en modo de texto del adaptador de pantalla.

### TRAP screeno pantalla de trampa
Una "pantalla de trampa" se produce cuando el núcleo se encuentra con un error del que no se puede recuperar, un fallo del sistema. Generalmente este es el resultado de defectos (o overclock) de hardware o una falla de hardware, pero también puede ser consecuencia de un error de software del cualquier kernel o un controlador de dispositivo.
La "pantalla de trampa" consiste en el volcado de los registros del procesador y la pila, y la información sobre la versión del sistema operativo y la excepción del procesador real de que activa el sistema.
Las únicas acciones que el usuario puede tomar en esta situación es llevar a cabo un reinicio suave presionando Ctrl+Alt+Supr o para realizar un volcado del sistema pulsando Ctrl+Alt+NumLock dos veces.

### Hard erroro error complicado
Una "Ventana emergente de VIO por error complicado a pantalla completa" (full-screen hard-error VIO pop-up) se produce cuando un proceso tiene un error "complicado", ya sea de un aplicación crash de programa  o un error complicado recuperable (como un intento de acceder a un dispositivo de disco flexible, donde ningún disco se ha insertado en la unidad).
La pantalla se muestra como un error complicado de daemon, que se ocupa de errores de hardware de todos los otros procesos. Técnicamente, la pantalla es como una ventana emergente de VIO (VIO-pop-up) que ocupa casi la totalidad de la pantalla. Todos los procesos (excepto el que ha incurrido en el error, así como cualquiera que también incurra en errores de hardware mientras que el primer error se muestra, y cualquiera que desee mostrar una ventana emergente de VIO) siguen funcionando y el sistema continúa operando con normalidad. 
El error complicado de daemon usa una ventana emergente de VIO en cualquier sistema que haya arrancado en modo de texto o el error complicado se produjo en un proceso de ejecución en una sesión de pantalla completa.
La "ventana emergente" contiene información sobre la excepción del procesador de arranque y la identidad del proceso.
Al usuario se le pide una acción a elegir
- Finalizar el proceso
- Para mostrar más información (que incluye un volcado del procesador de registros y la pila del proceso)
- Pare reintentar la operación
- Para ignorar el aviso y continuar

## En consolas de videojuegos

### Xbox
Cuando un juego se bloquea mientras se está cargando, aparece una pantalla en negro con un texto que dice: "Ha ocurrido un error, el disco puede estar sucio o dañado". Esto se puede ver en Need for Speed Underground 2, si una carrera no se puede cargar o cuando la carpeta Madden NFL 06 no se puede cargar una partida.

### Wii
La Wii puede encontrarse con una pantalla de Negra de la muerte, si: se produce un aumento/pérdida de potencia durante una actualización o la actualización de los datos se escribe incorrectamente. Otra pantalla negra de la muerte también puede darse cuando se utilizan aplicaciones homebrew, pero no suelen conducir a la pérdida de datos o bricking.
Hay otro caso de pantalla negra de la muerte que impide que la Wii arranque, causado por un módulo bluetooth roto o defectuoso. Para arreglar este fallo basta con cambiar el módulo bluetooth por otro nuevo.

### Nintendo DS
Una "pantalla negra de la muerte" puede ocurrir en el inicio de una partida de juegos como Metroid Prime: Hunters a modo de red. El sistema debe ser apagado para arreglar el problema (lo cual puede resultar que el historial de conexión del jugador se elimine). Esto se debe a un error general del sistema o de la conexión. En el juego de Animal Crossing para Game Cube y sólo en la vez 567 en Animal Crossing Wild World, a veces Rese T. dice que va a formatear los datos de la consola y del juego, y apaga la consola durante 5 segundos (aunque sea mentira) así haciendo una falsa Pantalla Negra de la Muerte.

### Nintendo DSi,Nintendo 3DS,Wii UyNintendo Switch
El error no presenta una pantalla completamente negra, sólo es negra en parte pero se observan algunas palabras en inglés (o en el idioma del firmware) perfectamente legibles. En diversos foros ya han aparecido muchos temas sobre este error, y en casi todos al parecer han dado con la solución definitiva.
El fallo no parece ser masivo y se soluciona fácilmente. El error en las consolas interrumpe las partidas de los usuarios y les pide que reinicien el dispositivo. En caso de persistir el fallo, el mensaje que aparece en pantalla recomienda acudir al servicio técnico de Nintendo. Por el momento el fallo no es masivo y la mayoría de los usuarios afectados han podido solucionar el problema.

### Xbox 360
Las versiones posteriores del error E74 utiliza un fondo completamente negro en lugar de que tenga un fondo negro con un tono de verde muy oscuro (el último se considera una pantalla verde de la Muerte).

### PSP
Durante la primera fase el juego se bloquea y la consola se apaga y cuando uno la enciende aparece una pantalla completamente negra, esto es un problema de la memory stick. También en caso de ejecución del juego, lo apaga y borra archivos de la memory stick desde el equipo y al encender la consola aparece una pantalla completamente negra, debido a la falta de archivos de la memory stick.

### PS2
Si el disco presenta problemas, esta sucio o dañado, puede presentarse el mensaje: "Error reading (nombre del juego), check your disc is correctly inserted and try again, in case not, restart the console", aunque por lo general antes de mostrar el mensaje, el juego se congelaba y muchos jugadores reiniciaban la consola.

## Informes de BIOS/UEFI
BIOS/UEFI sólo informan de estos errores cuando hay fallas muy graves en el hardware. Cabe resaltar que no poseen código de error al ser muy explícitos. Si el archivo de BIOS/UEFI es dañado, el sistema quedará inutilizable.

### Errores más frecuentes informados por BIOS/UEFI
- CPU Fan Error:Ventiladores del CPU dañados, hardware defectuoso.
- CPU Over Temperature Error: Pasta térmica del CPU anticuada, lo cual provoca este error.
- Operative System not Found: Este error se produce cuando la BIOS detecta un hardware que no tiene ningún sistema operativo.
- CPU Over Voltage Error Este error se debe a un transformador de energía defectuoso.
- Chassis Intruded: Motherboard defectuosa, hardware defectuoso.
- Keyboard not Found: Motherboard con fallas, teclado no detectado.
- PCI System Error on Bus/Device/Function Dispositivo PCI con fallas graves, lo cual provoca este error.
- Time and Date not Set: BIOS defectuoso, pila de BIOS dañada o agotada.
- Reboot and Select Proper Boot Device or Insert Boot Media in Selected Boot Device and press a key.: Disco duro dañado. Este error también se debe a un dispositivo de arranque inválido, dañado o no detectado.
- Disk Boot Failure. Insert System Disk and press Enter.: Disco duro dañado, defectuoso o desconectado, secuencia del arranque del BIOS incorrecta.
- CMOS Bad Checksum Error. - Defaults Loaded: Se produce porque los valores del CMOS son incorrectos. Esto se debe a una batería dañada o agotada, o a un BIOS defectuoso.
- No boot disk has been detected or the disk has failed.:  Disco duro defectuoso, software incompatible.
- Missing operating system:  Al igual que Operating System not found, se debe a que la BIOS, detecta un hardware sin ningún sistema operativo. Se debe a que los archivos del sistema están dañados, un disco duro dañado, o por hardware o software incompatible.
- Image loading failure. Reload image!:  Este error se debe a un GRUB borrado.